# Houseparty
Houseparty a fost o rețea de socializare care permitea conversațiile video de grup prin intermediul unei aplicații disponibile pentru dispozitive mobile și desktop. Utilizatorii primesc o alertă atunci când prietenii lor sunt online și disponibili pentru conversație video de grup.  Timpul mediu de utilizare al Houseparty a fost de peste 60 de minute per conversație în cadrul conversațiilor de grup sau private. Serviciul a fost lansat de Life on Air, Inc. în 2016 și a fost disponibil pentru iOS, Android, macOS și Google Chrome. Sima Sistani este directorul executiv și co-fondator al companiei. Epic Games a anunțat decizia de închidere a aplicației Houseparty pe 9 septembrie 2021, după care a eliminat-o din magazinele de aplicații în aceeași zi. A continuat să funcționeze pentru utilizatorii care descărcaseră aplicația anterior lunii octombrie 2021.

## Dezvoltare
La începutul anului 2015, Life On Air, Inc., echipa fondatorului și CEO-ului Ben Rubin, lansează aplicația de streaming Meerkat, care obține finanțare în valoare de 12 milioane de dolari din partea fondului de investiții cu capital de risc Greylock Partners.  Ulterior, echipa a început să dezvolte o nouă aplicație denumită Houseparty dedicată chaturilor private, și nu transmisiunile live publice.
Houseparty a fost lansată în App Store și Play Store în februarie 2016 sub pseudonim. Echipa a avut nevoie de 10 luni pentru dezvoltare, cu website redirecționat către aplicația Houseparty în octombrie 2016. La sfârșitul anului 2016, compania acumulase finanțare în valoare de 52 de milioane de dolari din partea fondului de investiții cu capital de risc Sequoia Capital. Aplicația a devenit disponibilă pentru macOS din 2018.